# James Shepherd (przeciągacz liny)
John James Shepherd (ur. 2 czerwca 1884 w Bicknor, zm. 9 lipca 1954 w Aston) – brytyjski przeciągacz liny i zapaśnik, trzykrotny medalista igrzysk olimpijskich.

## Kariera sportowa
W 1908 Shepherd po raz pierwszy wystąpił na igrzyskach olimpijskich. W zawodach odbywających się w Londynie reprezentował Wielką Brytanię w przeciąganiu liny jako członek zespołu London City Police. W półfinale policjanci z City of London pokonali inny brytyjski zespół, K Division Metropolitan Police, a w finale zwyciężyli z drużyną Liverpool Police.
Podczas igrzysk olimpijskich 1912 w Sztokholmie ponownie uczestniczył w zmaganiach w przeciąganiu liny. W jedynym wówczas rozegranym pojedynku reprezentanci Wielkiej Brytanii zostali pokonani przez zawodników ze Szwecji, przez co został przyznany im srebrny medal. W czasie igrzysk 1920 w Antwerpii Shepherd wraz z drużyną brytyjską w turnieju przeciągania liny pokonał kolejno reprezentacje Stanów Zjednoczonych, Belgii, a w finałowym pojedynku zespół Holandii.
James Shepherd jest jednym z najbardziej utytułowanych przeciągaczy liny w historii igrzysk olimpijskich. Taki sam dorobek medalowy mają jego rodacy; Edwin Mills i Frederick Humphreys.
W 1922 i 1923 zdobył tytuł mistrza w stylu zapaśniczym Cumberland and Westmorland w wadze ciężkiej. Możliwe, że był także oszczepnikiem.

## Życie prywatne
Shepherd był funkcjonariuszem City of London Police. Jego 26–letnią karierę w londyńskiej policji przerwała służba w Royal Military Police na frontach I wojny światowej we Francji.